# Jérôme Pétion de Villeneuve
Jérôme Pétion de Villeneuve (Chartres, 3 de gener de 1756 – Sent Manhe de Castilhon, vora Sent Milion 24 de juny de 1794) fou un advocat i revolucionari francès.

## Biografia

### Formació i inicis
Fill de Jérôme Pétion, procurador i subdelegat de la batllia de Chartres i de Marie-Élisabeth Le Tellier. Estudià amb els oratorians de Vendôme i es va titular en lleis a París, inscrivint-se per a exercir a Chartres en 1778. Va intentar fer-se un nom en la literatura i va escriure Moyens proposés pour prévenir l'infanticide (1781), Les Lois civiles et l'administration de la justice ramenées à un ordre simple et uniforme, ou Réflexions morales, politiques, etc., etc., sur la manière de rendre la justice en France avec le plus de célérité et le moins de frais possible (1782, prohibit per les autoritats) —, Essai sur le mariage considéré sous des rapports naturels, moraux et politiques, ou Moyens de faciliter et d'encourager les mariages en France (1785). També fou membre actiu de la Société de Amis des Noirs.

### Els Estats Generals i l'Assemblea constituent

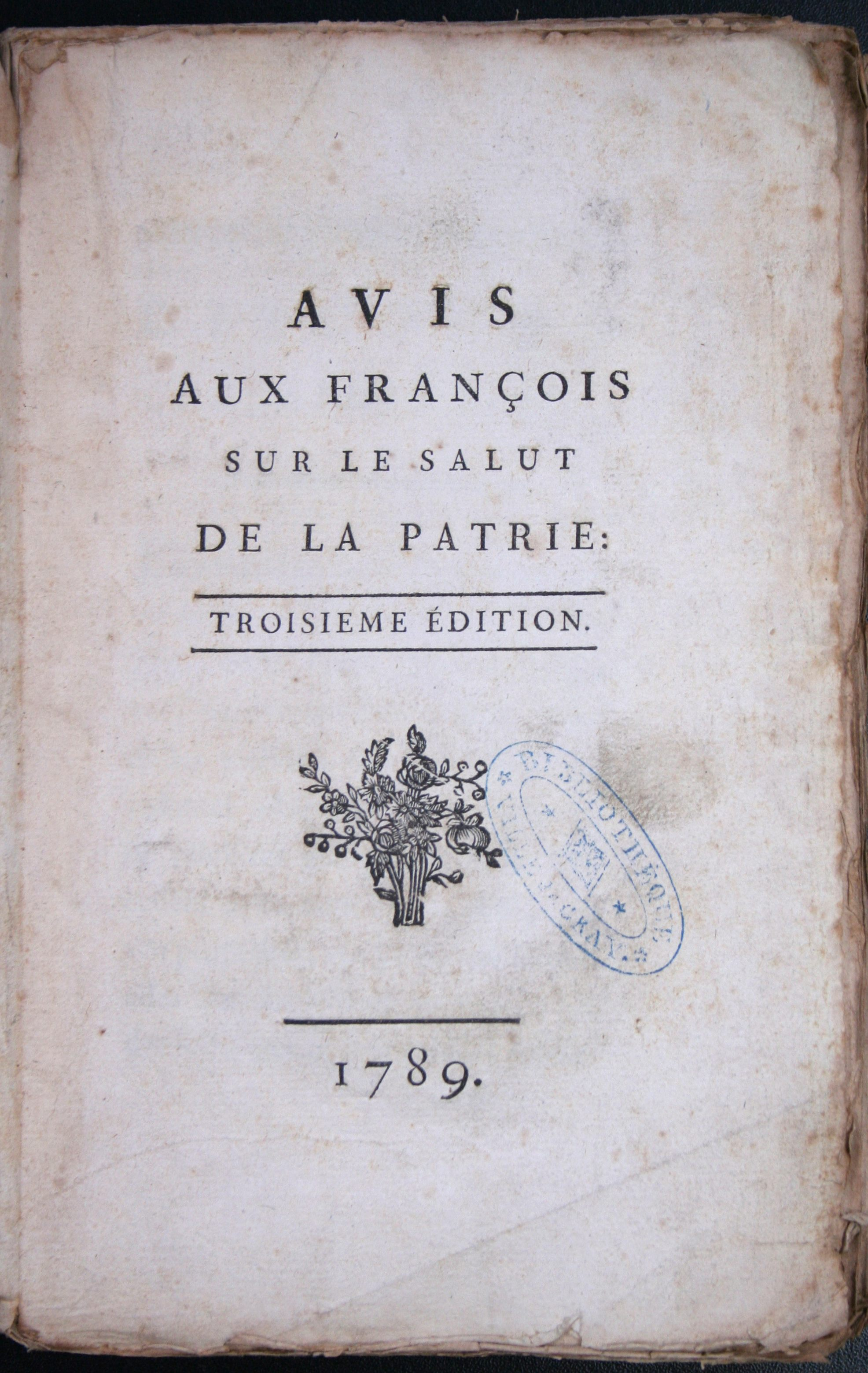
Avis aux François (exemplar de la biblioteca patrimonial de Gray).

El 20 de març de 1789 fou escollit primer diputat del tercer estat de la batllia de Chartres als Estats Genrals amb 164 vots sobre 190, va seure en el petit grup de patriotes avançats de l'Assemblea Constituent amb François Buzot i Maximilien de Robespierre, amb qui compartia els ideals democràtics: lluita contra el veto reial, les dues cambres proposades pels monàrquics, el sufragi censatari (si bé no defensava pas el sufragi universal, sí que exigia el sufragi per a tots els ciutadans actius). Esdevingué un dels caps dels Jacobins. Membre del comitè de revisió, el setembre de 1790 fou adjunt al comitè de constitució i més tard fou nomenat primer secretari i després president de l'Assemblea.
Després de la fugida de la família reial i la seva detenció a Varennes en juny de 1791, fou nomenat president del tribunal criminal de París (funció que no exercirà pas) i fou encarregat de fer-los tornar a París amb Barnave i el comte de Latour-Maubourg. Va deixar un testimoni d'aquest episodi, en el que sosté que «si ens quedem sols, ella ( Madame Élisabeth) s'hauria abandonat del meu braç als moviments de la natura ». Posteriorment, va votar a favor de la revocació de Lluís XVI.
En la sessió de cloenda de l'Assemblea de 30 de setembre de 1791 es beneficià junta a Robespierre d'una ovació del poble.
Íntimament lligat a Madame de Genlis, l'acompanyà a Londres l'octubre-novembre de 1791 quan hi va portar tres estudiants, entre elles Adelaida d'Orleans.

### L'alcaldia de París

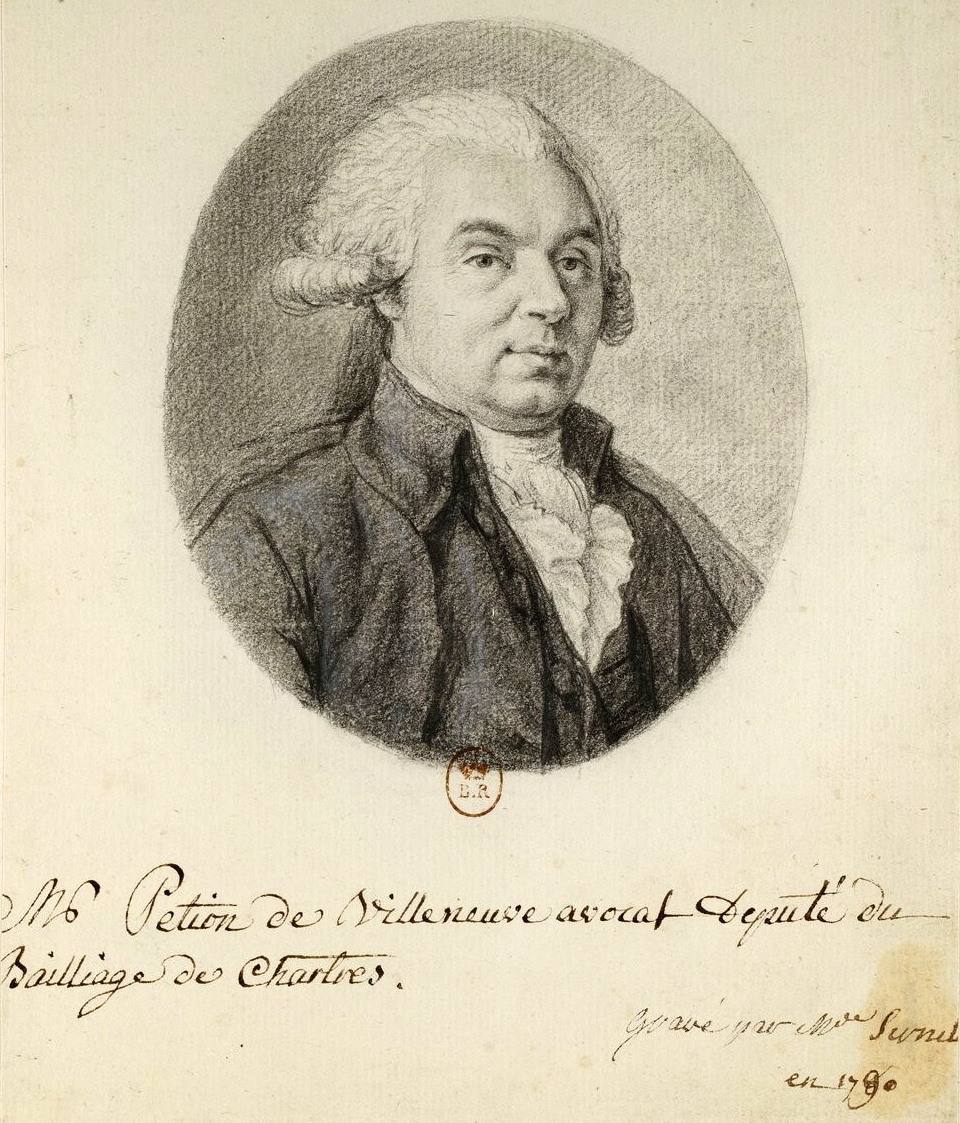
Jérôme Pétion de Villeneuve.

El 14 de novembre de 1791, després de la dimissió de Bailly, va ser elegit alcalde de París contra La Fayette amb 6.708 vots de 10.632 votants i amb el suport de la Cort, que no volia La Fayette, segons amb algunes opinions.
El 20 de juny de 1792 tractà d'evitar l'atac al Palau de les Teuleries i les estances reials, però això no evità que tant el rei com el directori del departament l'acusessin d'haver encoratjat i facilitat els disturbis per la seva falta de resposta. El 6 de juliol fou suspès de les seves funcions pel departament i fou reemplaçat per Philibert Borie, però això augmenta la seva popularitat; les seccions s'armaren per exigir el seu retorn i fou l'heroi de les celebracions del 14 de juliol de 1792. L'Assemblea Nacional Legislativa decidí restablir-lo en el càrrec. El 3 d'agost de 1792 serà responsable de la direcció dels comissaris de les 48 seccions que reclamaven la deposició del rei. No obstant això, no participa en els fets del 10 d'agost de 1792.
Fou confirmat en el seu càrrec d'alcalde per la comuna insurreccional, però perdé tot el poder davant les seccions revolucionàries. No es va oposar pas a les visites domiciliàries i roman totalment passiu durant les massacres del 2 de setembre. El 6 de setembre hagué de retre comptes davant l'Assemblea pels esdeveniments.

### La Convenció

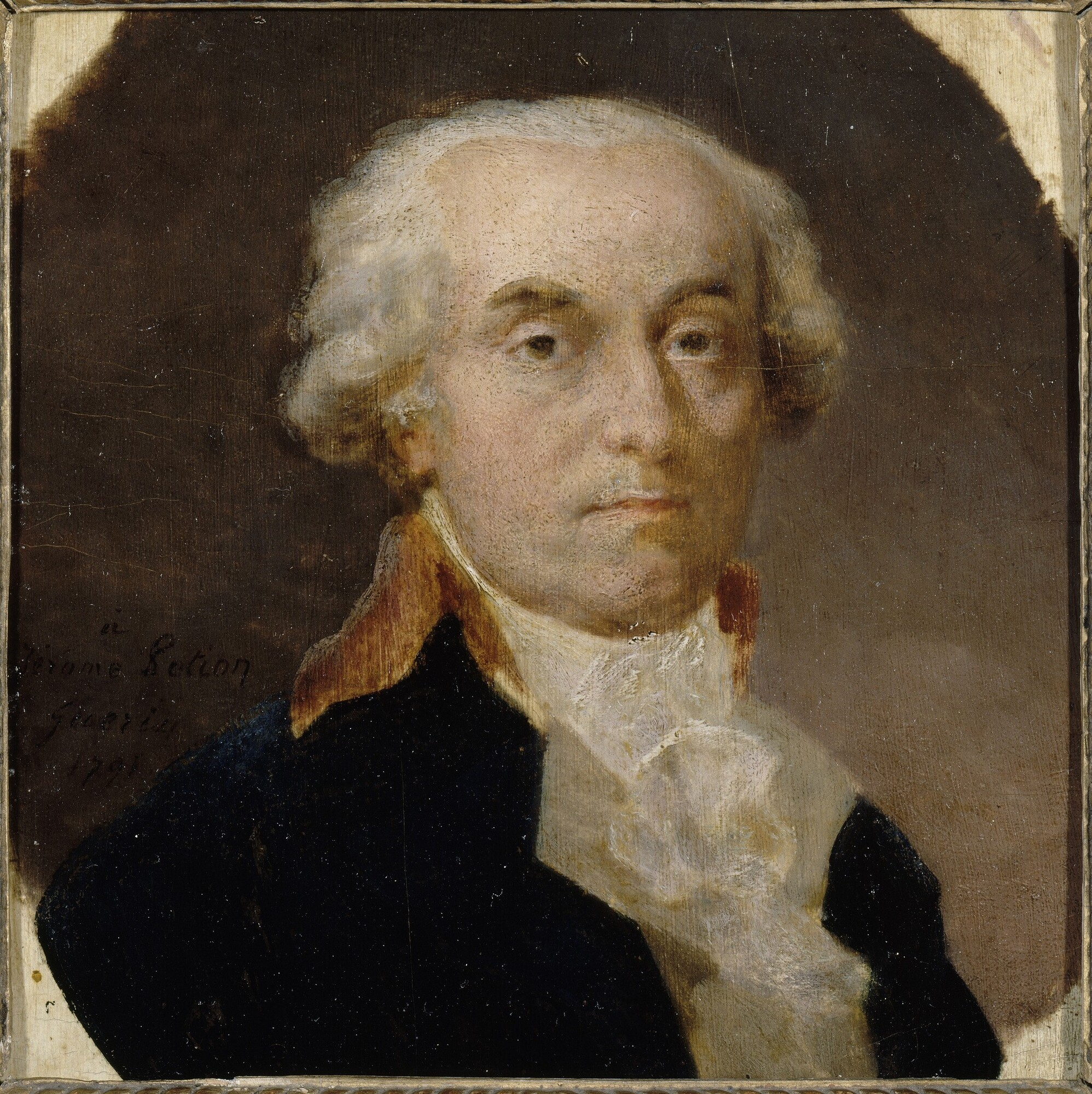
Jérôme Petion de Villeneuve, President de la Convenció, alcalde de París en 1791.

El 5 de setembre fou elegit diputat per Eure i Loir en la Convenció Nacional, el tercer sobre 9 amb 274 vots de 354 votants, dimití de les seves funcions d'alcalde i fou nomenat primer president de l'assemblea després de la sessió d'obertura el 20 de setembre de 1792.
En aquells moments es va enfrontar a Robespierre, amb qui trencaria a començaments de novembre, i es va aliar amb els Girondins. Durant el procés de Lluís XVI va votar la crida al poble i la mort amb indult. A començaments de 1793 entrà en conflicte amb la Comuna de París, que escapà del control dels girondins després de la dimissió de Chambon, accelerant la ruptura entre girondins i montagnards. Tot i això, va votar contra la destitució de Marat.

### La fi
Fou arrestat després de la insurrecció del 2 de juny de 1793, però va aconseguir evadir-se el 24 de juny i marxà a Caen amb Élie Guadet, on intenta revoltar Normandia contra la Convenció nacional. Després de la batalla de Brécourt de juliol de 1793 marxà cap a Finisterre, on embarcà cap a la Gironda (Bordeus s'havia revoltat contra la Convenció) amb Buzot i Barbaroux, amb qui s'establí clandestinament durant deu mesos a Sent Milion, vora Bordeus. Quan Salle i Guadet foren arrestats a la casa del pare de Guadet es va considerar amenaçat i abandonà el seu amagatall a la casa del perruquer Troquart (on s'havia amagat el 20 de gener) en plena nit amb Buzot i Barbaroux. Però un pastor els va veure en al bosc de Catol. Barbaroux es disparà un tret de pistola, però fallà i fou capturat (serà guillotinat el 25 de juny). Per la seva banda, Pétion i Buzot s'internaren en un camp de blat i es mataren l'un a l'altre a trets de pistola vora Sent Manhe de Castilhon, al cantó de Castilhon de Dordonha. Els cadàvers foren trobats uns dies més tard, mig devorats pels llops.
Abans de la seva fugida, Petion havia deixat a la senyora Bouquey el manuscrit de les seves memòries i el seu testament polític.